# Hawthorne (Kalifornie)
Hawthorne je město (city) v okrese Los Angeles County ve státě Kalifornie ve Spojených státech amerických. Žije zde přibližně 88 tisíc obyvatel. Město se nachází v jižní části okresu, 18 kilometrů jihozápadně od centra Los Angeles, a je součástí metropolitní oblasti Velké Los Angeles. Sousedí s městy Inglewood, Gardena, Lawndale, Redondo Beach, Manhattan Beach, El Segundo a Los Angeles (čtvrť Westchester).
Většinu území města Hawthorne tvoří rezidenční oblasti, průmyslové areály se nachází v severovýchodní části města, v okolí městského veřejného regionálního letiště Hawthorne Municipal Airport. Svůj závod zde má společnost SpaceX (do roku 2024 byl i jejím sídlem).

## Historie
Územím pozdějšího města Hawthorne procházela od roku 1902 meziměstská elektrická dráha spojující Los Angeles, Inglewood a stanici Belvidere (nyní El Nido), a pokračující dále do Redondo Beach. Vedena byla severo-jižním směrem, její trasu zachovává ulice Hawthorne Boulevard. V roce 1905 zakoupili v jejím okolí pozemky pro výstavbu nového města podnikatelé B. L. Harding a H. D. Lombard. Zástavba zde začala vznikat od roku 1906, město bylo pojmenováno podle spisovatele Nathaniela Hawthorna. V roce 1912 převzala úsek Belvidere–Hawthorne společnost Pacific Electric Railway, zatímco z dráhy severně od Hawthornu se stala tramvajová trať provozovaná společností Los Angeles Railway. Roku 1914 zprovoznila Pacific Electric Railway meziměstskou elektrickou dráhu z Los Angeles (stanice South Los Angeles) přes Hawthorne do El Segunda. Městská samospráva byla zřízena v roce 1922.
V roce 1995 byla po severním okraji města, v ose dálnice I-105, postavena trať losangeleského metra (se dvěma stanicemi na území města: Crenshaw, Hawthorne/Lennox), pokračující dále do stanice Redondo Beach, která se nachází na rozhraní měst Hawthorne a Redondo Beach.